# Licenciado Gustavo Díaz Ordaz (Baja California)
Licenciado Gustavo Díaz Ordaz es una localidad del estado mexicano de Baja California. Es parte del municipio de Ensenada.

## Toponimia
El nombre de la localidad rinde homenaje a Gustavo Díaz Ordaz, presidente de México de 1964 a 1970.

## Demografía
| Gráfica de evolución demográfica |
|                                  |

| Censo | Población |
| ----- | --------- |
| 1970  | 69        |
| 1980  | 151       |
| 1990  | 617       |
| 2000  | 887       |
| 2010  | 1 394     |
| 2020  | 1 640     |